# Shorter (Alabama)
Pour les articles homonymes, voir Shorter (homonymie).
Shorter est une municipalité américaine située dans le comté de Macon en Alabama.
Selon le recensement de 2010, sa population est de 474 habitants. La municipalité s'étend sur 4,57 milles carrés (11,84 km2).
D'abord appelée Cross Keys, la localité est renommée dans les années 1860 en Shorter's Depot, du nom d'une importante famille d'Alabama. Elle devient une municipalité en 1984.

## Démographie
| 1990 | 2000 | 2010 | - |
| ---- | ---- | ---- | - |
| 461  | 355  | 474  | - |